# Skok na kasyno
Skok na kasyno (fr. Mélodie en sous-sol, wł. Colpo grosso al casinò) – francusko-włoski film sensacyjny z 1963 roku w reżyserii Henriego Verneuila. Adaptacja powieści Zekiala Marko pt. The Big Grab.

## Fabuła
Doświadczony i przebiegły złodziej Charles właśnie opuszcza więzienie po pięcioletniej odsiadce. Wbrew namowom żony odrzuca perspektywę spędzenia spokojnej starości z dala od kryminalnej przeszłości. Właśnie planuje super skok na kasyno w Cannes. Do pomocy dobiera sobie swojego szwagra i początkującego złodziejaszka Francisa. Misterny plan napadu kończy się sukcesem – łupem złodziei pada olbrzymia suma. Jednak przez nieostrożność Francisa (jego zdjęcie wraz z jedną z tancerek kasyna, jako podejrzanego o napad publikuje lokalna gazeta) policja wpada na trop szajki. Złodzieje, dzięki przebiegłości sprytnego Charlesa unikają aresztowania, jednak tracą pieniądze, bezmyślnie zatopione przez spanikowanego Francisa w hotelowym basenie. W ostatniej scenie filmu hotelowi goście ze zdumieniem odkrywają tysiące banknotów unoszących się na powierzchni basenu. 

## Obsada
- Jean Gabin – Charles
- Alain Delon – Francis Verlot
- Claude Cerval – komisarz
- Maurice Biraud – Louis Naudin
- Viviane Romance – Ginette
- Carla Marlier – Brigitte
- Dora Doll – hrabina Doublianoff
- Henri Virlojeux – Mario
- José Luis de Vilallonga – Grimp
- Rita Cadillac – Liliane
- Anne-Marie Coffinet – Marcelle
- Jean Carmet – barman
- Jimmy Davis – Sam
- Dominique Davray – Léone
- Germaine Montero – pani Verlot

i in. 

## O filmie

### Odbiór
Skok na kasyno był pierwszym z serii wysokobudżetowych filmów kryminalnych Henriego Verneuila. Film spodobał się krytykom. Bosley Crowther na łamach The New York Times wyrażał się o nim w samych superlatywach, chwaląc scenariusz, aktorstwo i zdjęcia. Po latach film wraz z dwoma innymi francuskimi klasykami gatunku – Nie tykać łupu z 1954 i Ryzykant z 1956 – zaliczany jest do pierwszej trójki francuskiego kina noir. W latach 2010–13 Magazyn France Today role Gabina i Delona uznał za jedne z najlepszych w ich karierze. Film znajduje się na liście 100 ulubionych filmów japońskiego reżysera Akiry Kurosawy. 
Obraz okazał się być również udanym sukcesem finansowym. Przyniósł dochód w czołowych krajach europejskiego rynku filmowego (Francja, Włochy, Hiszpania). W Stanach zarobił milion dolarów.

### Plenery
Zdjęcia do filmu miały miejsce w autentycznych plenerach Paryża i Cannes jesienią 1962. 

### Nagrody
Wyrazem uznania dla filmu były trzy prestiżowe nagrody jakie zdobył. Były to: 
- 1964 – Złoty Glob dla najlepszego filmu zagranicznego[8]
- 1964 – Nagroda NBR dla najlepszego filmu zagranicznego[9]
- 1964 – Nagroda Edgara dla najlepszego filmu zagranicznego[10]